# Marion Thompson Wright
Marion Manola Thompson Wright (* 12. September 1902 in East Orange, New Jersey, als Marion Manola Thompson; † 26. Oktober 1962) war eine US-amerikanische Historikerin und Aktivistin. Im Jahr 1940 promovierte sie als erste afroamerikanische Frau des Landes in Geschichte.

## Leben und Wirken
Marion Thompson wurde am 12. September 1902 in East Orange im Bundesstaat New Jersey als Kind von Minnie Thompson und Moses R. Thompson geboren. Sie war das jüngste der vier Kinder ihrer Eltern. Zwei ihrer älteren Schwestern waren Zwillinge; ihr älterer Bruder starb früh. Über den weiteren Verlauf ihrer Kindheit und Jugend ist wenig bekannt. Sie besuchte die High School in Newark, New Jersey. Als eine von zwei afroamerikanischen Schülern an ihrer Schule erlebte sie starke Frustration über die strukturelle rassistische Diskriminierung im amerikanischen Bildungssystem.
Im Alter von 16 Jahren heiratete sie William Moss und hatte mit ihm zwei Kinder, Thelma und James. Während sie die High School abschloss und als Stipendiatin an der Howard University studierte, erzog ihr Mann die beiden Kinder. Damals galt es als unüblich, dass verheiratete Frauen einen höheren Bildungsabschluss anstrebten. Als sich das Paar scheiden ließ, blieben die beiden Kinder bei Marions Mutter, Minnie Thompson; ihr Familienstatus blieb in ihrem akademischen Umfeld weiterhin geheim.
Nach ihrem Collegeabschluss machte sie ihren Master in Geschichte und Pädagogik. Danach begann sie am Teachers College der Columbia University an ihrer Dissertation zu arbeiten. An der Columbia arbeitete sie mit Merle Curti zusammen, einem Sozialhistoriker, der sich auch der Afroamerikanischen Geschichte zuwandte. In dieser Zeit heiratete Marion Thompson Arthur M. Wright; die beiden ließen sich jedoch schon nach kurzer Zeit wieder scheiden. Um sich inmitten der Großen Depression finanziell über Wasser halten zu können, arbeitete sie parallel zu ihrer Doktorarbeit u. a. bei der kommunalen Wohlfahrtsbehörde.
Ihre Dissertation „The Education of Negroes in New Jersey“ veröffentlichte sie 1940. Sie beschäftigte sich mit dem ungerechten Umgang des Bildungssektors mit Schwarzen Menschen im Staat New Jersey. Sie ist die erste Schwarze Frau gewesen, die in den Vereinigten Staaten in Geschichte promovierte. Nach Erlangen ihres Doktortitels lehrte sie an der Howard University. Dort gründete sie das Journal Negro History Bulletin und veröffentlichte regelmäßig im Journal of Negro History. In den 1950er Jahren, arbeitete sie bei der NAACP.
Das Verhältnis zu ihren Kindern war zeitlebens kompliziert: Jahrzehntelang voneinander distanziert, fand in der Familie erst wenige Jahre vor ihrem Lebensende eine Versöhnung mit der früh abwesend gewordenen Mutter statt. 1962 starb Marion Thompson Wright im Alter von 60 Jahren. Man fand sie regungslos in ihrem Auto; es konnte nur noch ihr Tod festgestellt werden. Es ist umstritten, ob es sich bei ihrem Tod um Suizid gehandelt hat.

## Rezeption
Bei der Entscheidung Brown v. Board of Education, welche das Ende der Rassentrennung an US-amerikanischen Schulen einläutete wurde ihre Dissertation von der klagenden Seite ins Feld geführt.
Die Rutgers University hält ihr zu Ehren seit 1981 jährlich die  Marion Thompson Wright Lecture Series ab. Die renommierte Vorlesungsreihe findet heute im Rahmen des Black History Month statt.

## Werke (Auswahl)
- The Education of Negroes in New Jersey, New York 1941. (Dissertation)
- New Jersey Laws and the Negro, in: Journal of Negro History 28/2 (1943), S. 156–199.
- Are Colonials People? Review of Color and Democracy by William E. Burghardt Du Bois, in: Journal of Negro Education 15/1 (1946), S. 63–65.
- Negro Suffrage in New Jersey. 1776–1875, in: Journal of Negro History 33/2 (1948), S. 168–224.
- Art. Lucy Diggs Slowe, in: Notable American Women: A Biographical Dictionary 3 (1971), Sp. 282–289.